# Bernd Detterer
Bernd Detterer (* 24. Dezember 1948 in Ladenburg) ist ein ehemaliger deutscher Fußballspieler.

## Werdegang
Detterer spielte mit VfR Mannheim in der zweitklassigen Regionalliga Süd, mit dem er sich 1974 für die neu eingeführte 2. Bundesliga qualifizierte. In der Spielzeit 1974/75 kam er in allen 38 Saisonspielen zum Einsatz und erzielte bei der 1:3-Niederlage gegen den vormaligen Bundesligisten Borussia Neunkirchen am ersten Spieltag den ersten 2.-Bundesliga-Treffer der Mannheimer Vereinsgeschichte. Am Ende belegte er mit der Mannschaft an der Seite von Spielern wie Bernhard Schwarzweller, Josef Hofmeister, Peter Diringer, Manfred Mattes und Vladimir Savić den letzten Tabellenplatz. Daraufhin wechselte er innerhalb der Spielklasse zum saarländischen Klub FC 08 Homburg. Dort war er in den folgenden zwei Spielzeiten Stammspieler und verpasste als Tabellendritter in der Spielzeit 1975/76 nur knapp die Aufstiegsspiele zur Bundesliga.
1977 kehrte Detterer nach Mannheim zurück, wo er sich dem in die drittklassige Badenliga aufgestiegenen VfL Neckarau anschloss. Mit dem Klub verpasste er als Tabellenzehnter die Qualifikation für die Oberliga Baden-Württemberg. Anschließend wechselte er erneut zum FC 08 Homburg, wo er bis zu seinem Karriereende 1980 nochmals zwei Spielzeiten an der Seite von unter anderem Horst Ehrmantraut, Gerd Schwickert, Ernst Hodel und Gregor Quasten auflief. In 172 Spielen in der 2. Bundesliga hatte er zwölf Tore erzielt.
Detterer war hauptberuflich als Wirtschaftsprüfer und Steuerberater tätig.